# 丘巴鎮區 (北達科他州巴恩斯縣)
丘巴鎮區（英語：Cuba Township）是位於美國北達科他州巴恩斯縣的一個鎮區。

## 地方資料
丘巴鎮區的面積為92.57平方千米，當中陸地面積為92.49平方千米，而水域面積為0.08平方千米。根據2010年美國人口普查的數據，當地共有人口76人，而人口密度為每平方千米0.82人。